# Anne-Karine Strøm
Anne-Karine Strøm (Oslo, 15 de outubro de 1951 - ) é uma cantora norueguesa, melhor conhecida por ter participado ´por seis vezes no  Melodi Grand Prix (festival que escolhe a canção que representa a Noruega no Festival Eurovisão da Canção) , entre 1971 e 1976 et er representado o seu país por três vezes no Festival Eurovisão da Canção ( duas vezes como cantora solo e uma vez fazendo parte de um grupo musical: 1973 (na banda Bendik Singers) e em 1974 e 1976, como cantora solo.

## Melodi Grand Prix
As participações de Strøm no Melodi Grand Prix foram as seguintes:
- 1971: "Hør litt på meg" - 10.º
- 1972: "Håp" - 4.º
- 1973: "Å for et spill" (como membro de Bendik Singers) - 1.º
- 1974: "Hvor er du" - 1.º
- 1975: "1+1=2" - 4.º
- 1976: "Mata Hari" - 1.º

## Festival Eurovisão da Canção

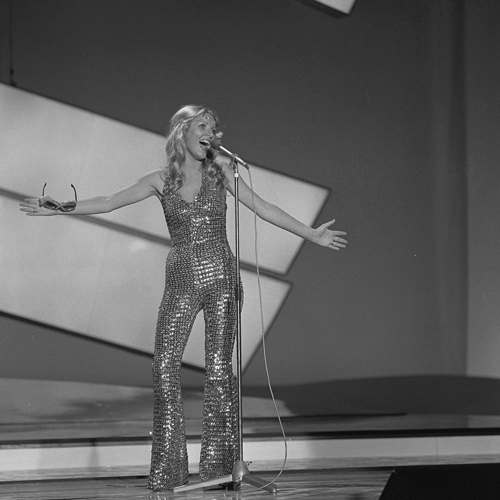
Anne-Karine Strøm no Festival Eurovisão da Canção 1976

A canção vencedora na final norueguesa "Å for et spill" teve uma versão inglesa e para a final na Eurovisão Festival Eurovisão da Canção 1973 foi alterada para "It's Just a Game" que teve lugar no Luxemburgo em 7 de abril de 1973, a canção terminou em sétimo lugar (entre 17 canções).
Strøm viajou para Brighton, Inglaterra para o Festival Eurovisão da Canção 1974,que se realizou em 6 de abril. A canção "Hvor er du" foi também traduzida para inglês como The First Day of Love" e teve como membros do coro outros membros da banda Bendik Singers.  Aquele festival foi ganho pelos ABBA e nele participaram outros cantores famosos como (Olivia Newton-John, Gigliola Cinquetti e  Mouth & MacNeal).  A canção "The First Day of Love" terminou em último lugar, empatada com outras 3 canções (Suíça, Alemanha e Portugal), todas com apenas 3 pontos.
A última presença de Strøm foi no Festival Eurovisão da Canção 1976. A canção Mata Hari, apesar de ser cantada em inglês e de tipo disco esperava um resultado melhor, mas mais uma vez a cantora não teve sorte, na final realizada em Haia em 3 de abril terminou em último lugar (18.º) e apenas obteve 7 pontos. Com dois últimos lugares nas suas três participações, Strøm é muitas vezes citada como a menos sucedida artista no Festival Eurovisão da Canção, nenhum outro artista conseguiu a proeza de terminar em último lugar por duas vezes naquela competição.

## Pós Eurovisão
Nos finais da década de 1970, Strøm começou a participar em cabarés musicais com Øystein Sunde e o seu marido Ole Paus. Apesar das fracas classificações na Eurovisão, ela continuou a sua carreira musical e lançou três álbuns  ente 1978 e 1986, que refletia a sua caminhada para um estilo mais sério de música.

## Discografia

### Álbuns
- 1971: Drømmebilde
- 1975: Anne Karin
- 1978: Album
- 1982: Casablancas Døtre
- 1986: Landet utenfor